# 12.ª edición de los Premios Óscar
La 12.ª edición de los Premios Óscar se celebró el 29 de febrero de 1940 en el Coconut Grove del Ambassador Hotel de Los Ángeles, California, y fue conducida por primera vez por Bob Hope.
La producción de David O. Selznick Lo que el viento se llevó consiguió el mayor número de nominaciones, con un total de 13.
Esta fue la primera edición en la que se presentó un premio a los mejores efectos especiales, aunque en ediciones previas se concedieron ocasionalmente premios por «logros especiales». También fue la primera vez que se entregaron dos premios a la mejor fotografía, una para las películas en color y otro para las películas en blanco y negro. Hattie McDaniel se convirtió en la primera persona afroestadounidense que recibió un Premio de la Academia, al ganarlo en la categoría de mejor actriz de reparto por su papel en Lo que el viento se llevó.
Más allá de los premios, también fue la primera vez en que se celebraron desde el comienzo de la Segunda Guerra Mundial en septiembre pasado con la invasión nazi en Polonia.

## El camino hacia la entrega de premios
Antes del anuncio de las candidaturas, Mr. Smith Goes to Washington y Gone with the Wind eran las dos películas favoritas para recibir el mayor número de nominaciones. Mr. Smith Goes to Washington se estrenó en Washington en una premier organizada por el National Press Club, quienes, sin saberlo, se encontraron retratados de manera bastante desfavorable en la película; el argumento de corrupción política fue denunciado ante el Senado de los Estados Unidos. Joseph P. Kennedy, embajador de los Estados Unidos ante el Reino Unido, requirió al Presidente Franklin D. Roosevelt y al director del estudio Harry Cohn que cesara la proyección de la película en el extranjero ya que "haría que nuestros aliados nos vean desde una perspectiva desfavorable". Entre los que hicieron campaña a favor de la película estaban Hedda Hopper quien la definió como "tan grande como el Discurso de Gettysburg de Abraham Lincoln"; o Sheilah Graham que dijo de ella que era "la mejor película hablada nunca hecha". La revista Screen Book publicó que "debería ganar todos los Premios de la Academia". Frank Capra, el director, y James Stewart, la estrella de la película, fueron considerados favoritos para ganar sus premios.
Gone with the Wind se estrenó en diciembre de 1939 con una encuesta realizada poco tiempo antes de su presentación que concluía que 56,5 millones de personas tenían la intención de ver la película. En los Premios del Círculo de Críticos de Cine de Nueva York, el galardón fue otorgado a Cumbres Borrascosas después de trece rondas de votaciones en las que se había llegado a una situación de estancamiento en los votos entre Mr. Smith Goes to Washington y Gone with the Wind. La prensa estaba dividida en su apoyo a los actores nominados. La revista Time apostaba por Vivien Leigh y usaba su retrato en la edición navideña de 1939, y The Hollywood Reporter predecía una posible victoria de Leigh y Laurence Olivier comentando que "eran, en ese momento, unos de los más sagrados de todas las vacas sagradas de Hollywood".  En cambio, los periódicos de la costa oeste, especialmente en Los Ángeles, pronosticaban la victoria de Bette Davis por Amarga victoria.  Teniendo en cuenta que Davis había logrado cuatro éxitos en taquilla durante ese año, un periódico escribió, "Hollywood se quedará con su chica favorita, Bette Davis".

## La ceremonia
Capra había sido recientemente elegido Presidente de la Academia, y en su primera ceremonia de entrega vendió los derechos del evento para que fueran filmados. Warner Bros. compró esos derechos por $30,000, donde se incluía poder filmar el banquete y la presentación de los premios y poder usar las imágenes como un cortometraje. Las imágenes fueron filmadas por el fotógrafo Charles Rosher. La revista Variety apuntó que las estrellas que asistían eran conscientes de que estaban siendo filmadas y que el evento destacó por el glamur de las actrices, vistiendo sus mejores vestidos, pieles y joyas.
El periódico Los Angeles Times publicó previamente a la ceremonia una lista substancialmente aproximada de ganadores, a pesar de la promesa de guardarse los resultados de la votación, lo que hizo que muchos de los nominados conocieran con anterioridad a la ceremonia quien había ganado. Entre los que ya conocían su no victoria estaban Clark Gable y Bette Davis.
Tras el banquete, Capra comenzó la entrega alrededor de las 11 p. m. con un pequeño discurso, antes de presentar a Bob Hope quien ejercía por primera vez como maestro de ceremonias. Mirando hacia una mesa donde se encontraban esperando los premios para ser entregados, bromeó diciendo, "Me siento como si estuviera en el salón de Bette Davis". Mickey Rooney presentó el premio juvenil a Judy Garland, quien a continuación interpretó Over the Rainbow, canción de la película El mago de Oz nominada en la categoría de mejor canción.
Según iba pasando la noche, Gone with the Wind iba consiguiendo el mayor número de premios, y Bob Hope le comentó a David O. Selznick, "David, deberías haber traído patines". Durante su discurso, Selznick realizó una especial muestra de agradecimiento y alabanza hacia Olivia de Havilland, nominada en la categoría de mejor actriz de reparto, dejando claro que conocía que no había ganado el premio. Fay Bainter presentó los premios a los mejores actores y actrices de reparto, realizando el siguiente comentario durante su presentación, "Es un tributo a un país donde las personas son libres de honrar logros notables independientemente de su credo, raza o color." Hattie McDaniel se convirtió en la primera afro-estadounidense en ganar un Premio de la Academia y para expresar su gratitud prometió ser "ejemplo para su raza", antes de estallar en lágrimas. De Havilland estaba entre las que se dirigieron a la mesa de McDaniel para ofrecerle sus felicitaciones, aunque se dice que tras eso de Havilland se dirigió a la cocina, donde ella misma rompió a llorar. La prensa informó posteriormente que una enfadada Irene Mayer Selznick la siguió y le dijo que volviera a su mesa y que dejara de hacer el tonto.[cita requerida]
Robert Donat, el ganador del premio al mejor actor, era uno de los tres actores nominados no presentes durante la ceremonia (los otros eran Irene Dunne y Greta Garbo). Aceptando el premio en nombre de Donat, Spencer Tracy aseguró que la victoria de Donat era bien recibida por "toda la industria cinematográfica", tras lo cual presentó el premio a la mejor actriz para Vivien Leigh. La prensa apuntó que Bette Davis estaba entre las que esperaban para felicitar a Leigh cuando retornaba a su mesa tras recoger el premio.

## Debates post-premios
Tras la ceremonia, se generó una gran controversia después de que Los Angeles Times reportara que Leigh y Donat habían ganado a Davis y James Stewart por el menor margen posible de votos. Este hecho provocó que los dirigentes de la Academia buscaran la forma de que tanto el proceso de votaciones como los resultados del mismo se mantuvieran en secreto durante los años siguiente. La Academia consideró la publicación de esos detalles por parte de Los Angeles Times como una muestra de abuso de confianza.
Hattie McDaniel recibió múltiples consideraciones por parte de la prensa, siendo especialmente destacado el comentario del Daily Variety escribiendo, "No sólo ha sido la primera de su raza en recibir un premio, si no que ha sido incluso la primera negra en sentarse en un banquete de la Academia".[cita requerida]
Se dice que Carole Lombard intentó reconfortar a Gable tras perder el premio, con el comentario "No te preocupes, Pappy. Nos traeremos uno a casa el próximo año". Gable le respondió que sentía que esta era su última oportunidad para ganarlo, a lo que Lombard se dice que le respondió, "No tú, bastardo egocéntrico. Me refiero a mí."[cita requerida]

## Ganadores y nominados

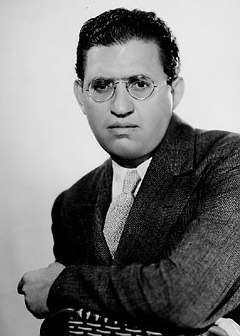
David O. Selznick fue el ganador del Óscar a mejor película y el premio en memoria de Irving Thalberg.

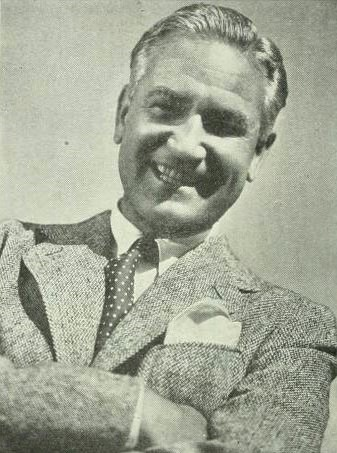
Victor Fleming fue el ganador del Óscar a la mejor dirección por Lo que el viento se llevó.

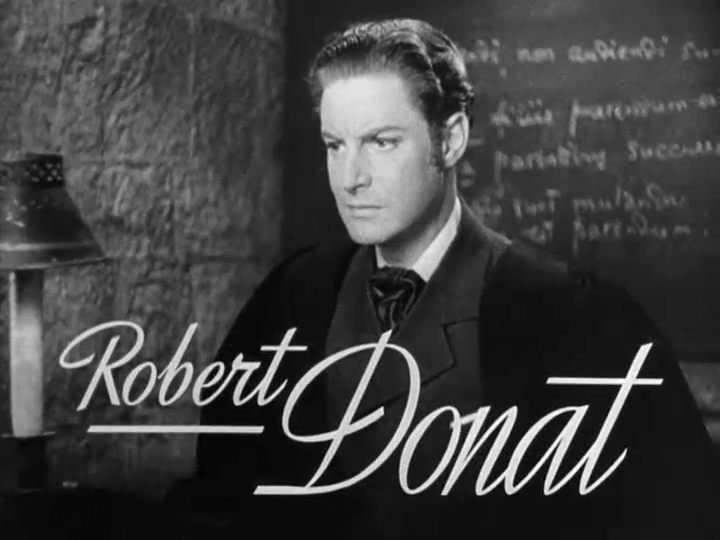
Robert Donat fue el ganador del Óscar al mejor actor por Goodbye, Mr. Chips.

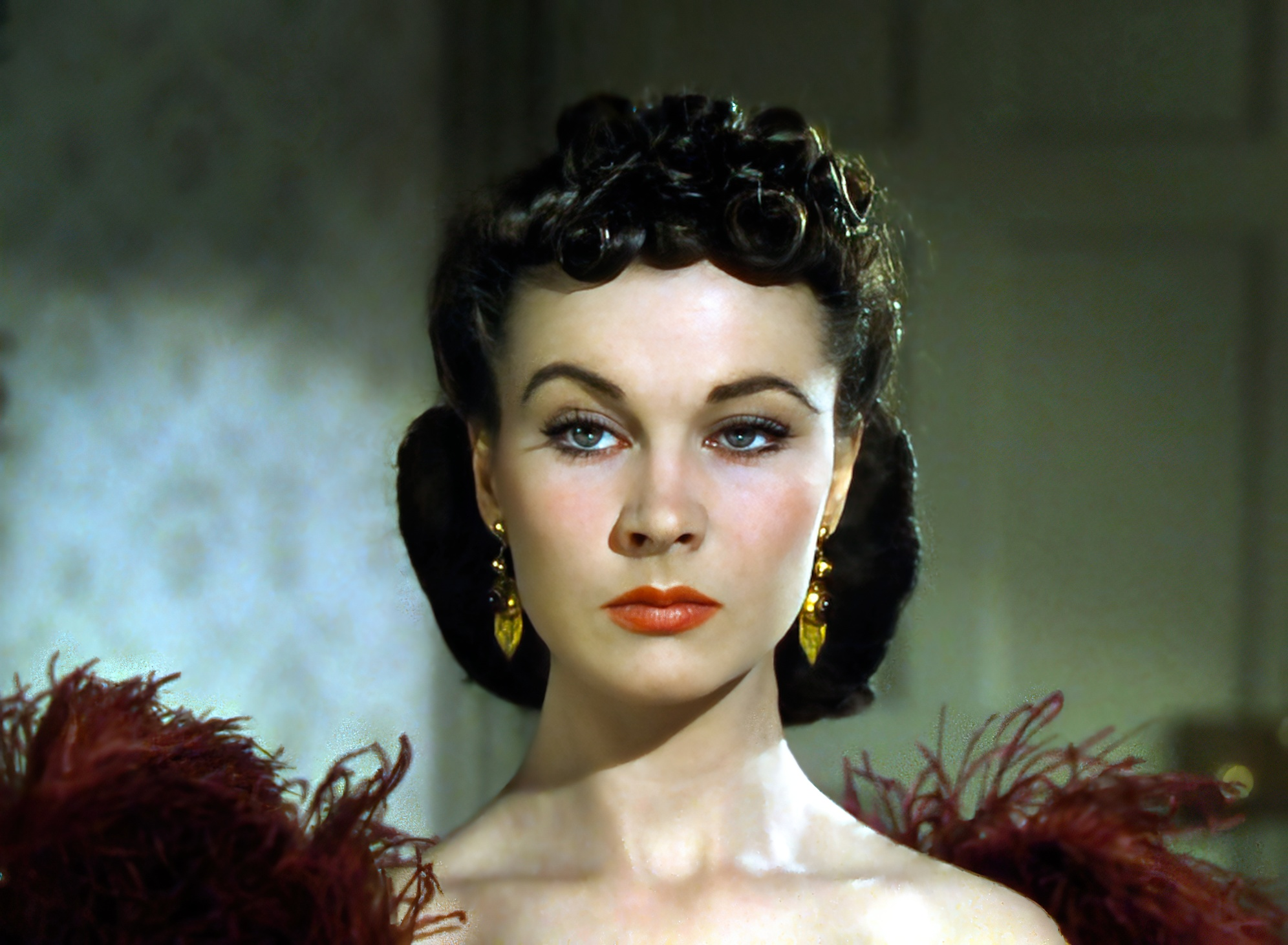
Vivien Leigh fue la ganadora del Óscar a la mejor actriz por Lo que el viento se llevó.

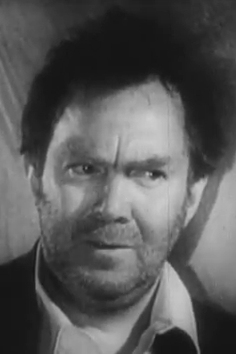
Thomas Mitchell fue el ganador del Óscar al mejor actor de reparto por La diligencia.

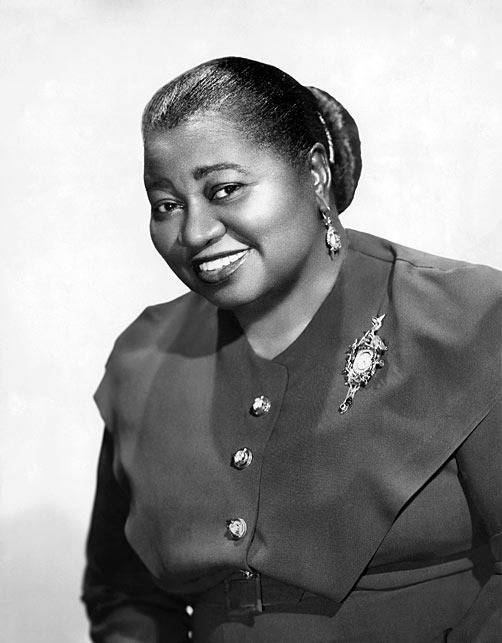
Hattie McDaniel fue la ganadora del Óscar a la mejor actriz de reparto por Lo que el viento se llevó.

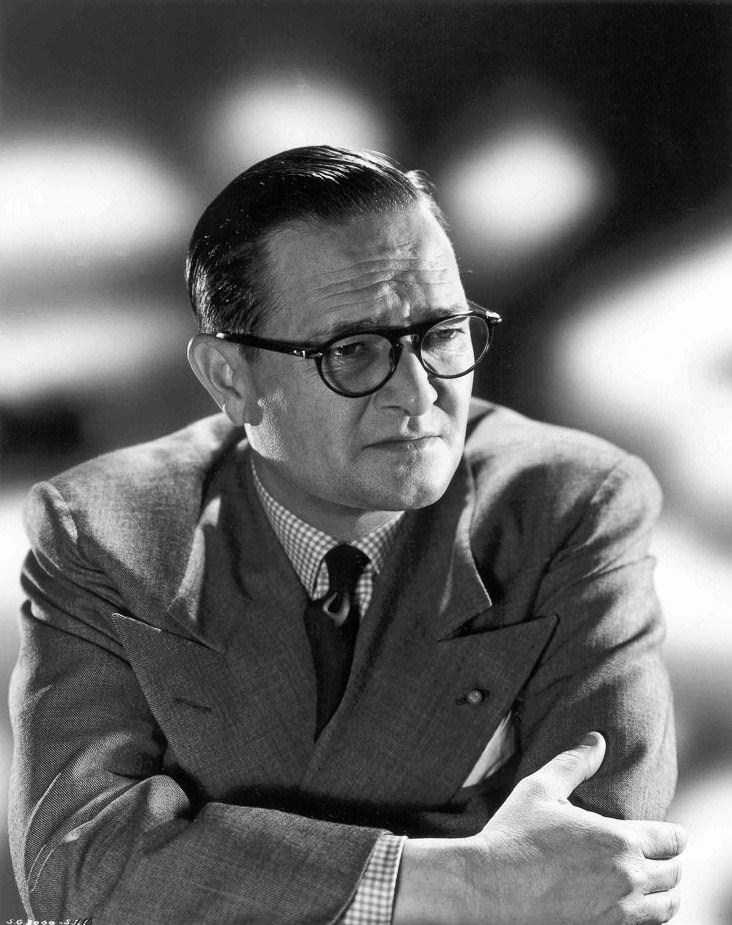
Gregg Toland fue el ganador del Óscar a la mejor fotografía en blanco y negro por su trabajo en Cumbres Borrascosas.

1. Los ganadores están listados primero y destacados en negritas. ⭐
2. El título o títulos en español se encuentra entre paréntesis.

| Producción sobresaliente Presentado por: Y. Frank Freeman - Gone with the Wind (Lo que el viento se llevó) — Selznick International y Metro-Goldwyn-Mayer⭐ - Dark Victory (Amarga victoria) — Warner Bros. - Goodbye, Mr. Chips (Adiós, Mr. Chips) — Metro-Goldwyn-Mayer - Love Affair (Cita de amor / Tú y yo) — RKO Radio - Mr. Smith Goes to Washington (Caballero sin espada) — Columbia - Ninotchka — Metro-Goldwyn-Mayer - Of Mice and Men (La fuerza bruta) — Hal Roach Prod. y United Artists - Stagecoach (La diligencia) — United Artists - The Wizard of Oz (El mago de Oz) — Metro-Goldwyn-Mayer - Wuthering Heights (Cumbres borrascosas) — Samuel Goldwyn Productions y United Artists | Mejor dirección Presentado por: Mervyn LeRoy - Victor Fleming - Gone with the Wind (Lo que el viento se llevó)⭐ - Frank Capra – Mr. Smith Goes to Washington (Caballero sin espada) - John Ford – Stagecoach (La diligencia) - Sam Wood – Goodbye, Mr. Chips (Adiós, Mr. Chips) - William Wyler – Wuthering Heights (Cumbres borrascosas) |
| Mejor actor Presentado por: Spencer Tracy - Robert Donat – Goodbye, Mr. Chips (Adiós, Mr. Chips), como Mr. Chips ⭐ - Clark Gable – Gone with the Wind (Lo que el viento se llevó), como Rhett Butler - Laurence Olivier – Wuthering Heights (Cumbres borrascosas), como Heathcliff - Mickey Rooney – Babes in Arms (Los hijos de la farándula), como Mickey Moran - James Stewart – Mr. Smith Goes to Washington (Caballero sin espada), como Jefferson "Jeff" Smith | Mejor actriz Presentado por: Spencer Tracy - Vivien Leigh – Gone with the Wind (Lo que el viento se llevó), como Scarlett O'Hara ⭐ - Bette Davis – Dark Victory, como Judith Traherne - Irene Dunne – Love Affair (Cita de amor / Tú y yo), como Terry McKay - Greta Garbo – Ninotchka, como Nina Ivanovna "Ninotchka" Yakushova - Greer Garson – Goodbye, Mr. Chips (Adiós, Mr. Chips), como Katherine |
| Mejor actor de reparto Presentado por: Fay Bainter - Thomas Mitchell – Stagecoach (La diligencia), como Doc Boone⭐ - Brian Aherne – Juárez, como Maximiliano I de México - Harry Carey – Mr. Smith Goes to Washington (Caballero sin espada), como Presidente del Senado de los Estados Unidos - Brian Donlevy – Beau Geste, como Sargento Markoff - Claude Rains – Mr. Smith Goes to Washington (Caballero sin espada), como senador Joseph Harrison "Joe" Paine | Mejor actriz de reparto Presentado por: Fay Bainter - Hattie McDaniel – Gone with the Wind (Lo que el viento se llevó), como Mammy⭐ - Olivia de Havilland – Gone with the Wind (Lo que el viento se llevó), como Melanie Hamilton - Geraldine Fitzgerald – Wuthering Heights (Cumbres borrascosas), como Isabella Linton - Edna May Oliver – Drums Along the Mohawk (Tambores de guerra / Corazones indomables), como Mrs McKlennar - María Uspénskaya – Love Affair (Cita de amor / Tú y yo), como la Abuela Janou |
| Mejor argumento Presentado por: Sinclair Lewis - Mr. Smith Goes to Washington (Caballero sin espada) – Lewis R. Foster⭐ - Bachelor Mother (Mamá soltera / Mamá a la fuerza) – Felix Jackson - Love Affair (Cita de amor / Tú y yo) – Mildred Cram y Leo McCarey - Ninotchka – Menyhért Lengyel - Young Mr. Lincoln (El joven Lincoln) – Lamar Trotti | Mejor guion Presentado por: Sinclair Lewis - Gone with the Wind (Lo que el viento se llevó) – Sidney Howard (póstumo); basado en la novela de Margaret Mitchell⭐ - Goodbye, Mr. Chips (Adiós, Mr. Chips) – Eric Maschwitz, R. C. Sheriff y Claudine West; basado en la novela de James Hilton - Mr. Smith Goes to Washington (Caballero sin espada)– Sidney Buchman; a partir de una historia de Lewis R. Foster - Ninotchka – Charles Brackett, Walter Reisch y Billy Wilder; basado en una historia de Melchior Lengyel - Wuthering Heights (Cumbres borrascosas) – Ben Hecht y Charles McArthur; a partir de la novela homónima de Emily Brontë |
| Mejor cortometraje - Un rollo Presentado por: Bob Hope - Busy Little Bears – Paramount Pictures⭐ - Information Please – RKO Radio - Prophet Without Honor – MGM - Sword Fishing – Warner Bros. | Mejor cortometraje - Dos rollos Presentado por: Bob Hope - Sons of Liberty – Warner Bros.⭐ - Drunk Driving – MGM - Five Times Five – RKO Radio |
| Mejor cortometraje animado Presentado por: Bob Hope - The Ugly Duckling – Walt Disney Productions y RKO Radio⭐ - Detouring America – Warner Bros. - Peace on Earth – MGM - The Pointer – Walt Disney Productions y RKO Radio | Mejor dirección de arte Presentado por: Darryl F. Zanuck - Gone with the Wind (Lo que el viento se llevó) – Lyle Wheeler⭐ - Beau Geste – Hans Dreier y Robert Odell - Captain Fury (El capitán furia) – Charles D. Hall - First Love (Primer amor) – Jack Otterson y Martin Obzina - Love Affair (Cita de amor / Tú y yo) – Van Nest Polglase y Al Herman - Man of Conquest (El hombre de la conquista) – John Victor Mackay - Mr. Smith Goes to Washington (Caballero sin espada) – Lionel Banks - The Private Lives of Elizabeth and Essex (Mi reino por un amor/ La vida privada de Elisabeth y Essex) – Anton Grot - The Rains Came (Llegaron las lluvias / vinieron las lluvias) – William S. Darling y George Dudley - Stagecoach (La diligencia) – Alexander Toluboff - The Wizard of Oz (El mago de Oz) – Cedric Gibbons y William A. Horning - Wuthering Heights (Cumbres borrascosas) – James Basevi                                    |
| Mejor banda sonora original Presentado por: Gene Buck - The Wizard of Oz (El mago de Oz) – Herbert Stothart⭐ - Dark Victory (Amarga victoria) – Max Steiner - Eternally Yours (Eternamente tuya / Siempre tuya) – Werner Janssen - Golden Boy (El conflicto de dos almas / Sueño dorado) – Victor Young - Gone with the Wind (Lo que el viento se llevó) – Max Steiner - Gulliver's Travels (Gulliver en el país de los enanos / Los viajes de Gulliver) – Victor Young - The Man in the Iron Mask (El hombre de la máscara de hierro / La máscara de hierro) – Lud Gluskin y Lucien Moraweck - Man of Conquest (El hombre de la conquista) – Victor Young - Nurse Edith Clavell – Anthony Collins - Of Mice and Men (La fuerza bruta) – Aaron Copland - The Rains Came (Llegaron las lluvias / vinieron las lluvias) – Alfred Newman - Wuthering Heights (Cumbres borrascosas) – Alfred Newman | Mejor orquestación Presentado por: Gene Buck - Stagecoach (La diligencia) – Richard Hageman, Frank Harlin, John Leipold y Leo Shuken ⭐ - Babes in Arms (Los hijos de la farándula) – Roger Edens y Georgie Stoll - First Love (Primer amor) – Charles Previn - The Great Victor Herbert (Celos de gloria) – Phil Boutelje y Arthur Lange - The Hunchback of Notre Dame (El jorobado de Notre Dame / El jorobado de nuestra señora de Paris) – Alfred Newman - Intermezzo – Lou Forbes - Mr. Smith Goes to Washington (Caballero sin espada) – Dimitri Tiomkin - Of Mice and Men (La fuerza bruta) – Aaron Copland - The Private Lives of Elizabeth and Essex (Mi reino por un amor/ La vida privada de Elisabeth y Essex) – Erich Wolfgang Korngold - She Married a Cop – Cy Feuer - Swanee River (Río abajo) – Louis Silver - They Shall Have Music (Rapsodia de juventud) – Alfred Newman - Way Down South (Camino hacia el Sur) – Victor Young |
| Mejor canción original Presentado por: Gene Buck - «Over the rainbow» de The Wizard of Oz (El mago de Oz) – Música: Harold Arlen; Letra: E. Y. Harburg⭐ - «Faithful Forever» de Gulliver's Travels (Gulliver en el país de los enanos / Los viajes de Gulliver) – Música: Ralph Rainger; Letra: Leo Robin - «I Poured My Heart into a Song» de Second Fiddle – Letra y música: Irving Berlin - «Wishing» de 'Love Affair (Cita de amor / Tú y yo) – Letra y música: Buddy de Sylva | Mejor sonido Presentado por: Darryl F. Zanuck - When Tomorrow Comes (Huracán) – Bernard B. Brown⭐ - Balalaika – Douglas Shearer - Gone with the Wind (Lo que el viento se llevó) – Thomas T. Moulton - Goodbye, Mr. Chips (Adiós, Mr. Chips) – A. W. Watkins - The Great Victor Herbert (Celos de gloria) – Loren L. Ryder - The Hunchback of Notre Dame (El jorobado de Notre Dame / Esmeralda, la zíngara) – John Aalberg - Man of Conquest (El hombre de la conquista) – Charles L. Lootens - Mr. Smith Goes to Washington (Caballero sin espada) – John P. Livadary - Of Mice and Men (La fuerza bruta) – Elmer A. Raguse - The Private Lives of Elizabeth and Essex (Mi reino por un amor/ La vida privada de Elisabeth y Essex) – Nathan Levinson - The Rains Came (Llegaron las lluvias / vinieron las lluvias)– E. H. Hansen |
| Mejor fotografía - Blanco y negro Presentado por: Darryl F. Zanuck - Wuthering Heights (Cumbres borrascosas) – Gregg Toland⭐ - First Love (Primer amor) – Joseph Valentine - The Great Victor Herbert (Celos de gloria) – Victor Milner - Gunga Din – Joseph H. August - Intermezzo – Gregg Toland - Juárez – Tony Gaudio - Lady of the Tropics (Flor del trópico / La dama de los trópicos) – Norbert Brodine - Of Mice and Men (La fuerza bruta) – George J. Folsey - Only Angels Have Wings (Solo los ángeles tienen alas) – Joseph Walker - The Rains Came (Llegaron las lluvias / vinieron las lluvias) – Arthur Miller - Stagecoach (La diligencia) – Bert Glennon | Mejor fotografía - Color Presentado por: Darryl F. Zanuck - Gone with the Wind (Lo que el viento se llevó) – Ernest Haller y Ray Rennahan⭐ - Drums Along the Mohawk (Tambores de guerra / Corazones indomables) – Ray Rennahan y Bert Glennon - The Four Feathers (Las cuatro plumas) – Georges Périnal y Osmond Borradaile - The Mikado (El príncipe trovador) – William V. Skall y Bernard Knowles - The Private Lives of Elizabeth and Essex (Mi reino por un amor/ La vida privada de Elisabeth y Essex) – Sol Polito y W. Howard Greene - The Wizard of Oz (El mago de Oz) – Hal Rosson |
| Mejor montaje Presentado por: Darryl F. Zanuck - Gone with the Wind – Hal C. Kern y James E. Newcom⭐ - Goodbye, Mr. Chips (Adiós, Mr. Chips) – Charles Frend - Mr. Smith Goes to Washington (Caballero sin espada) – Gene Havlick y Al Clark - The Rains Came (Llegaron las lluvias / vinieron las lluvias) – Barbara McLean - Stagecoach (La diligencia) – Otho Lovering y Dorothy Spencer | Mejores efectos especiales Presentado por: Darryl F. Zanuck - The Rains Came (Llegaron las lluvias / vinieron las lluvias) – E. H. Hansen y Fred Sersen⭐ - Gone with the Wind – Jack Cosgrove, Fred Albin y Arthur Johns - Only Angels Have Wings (Solo los ángeles tienen alas) – Roy Davidson y Edwin C. Hahn - The Private Lives of Elizabeth and Essex (Mi reino por un amor/ La vida privada de Elisabeth y Essex) – Byron Haskin y Nathan Levinson - Topper Takes a Trip (Los fantasmas se divierten / La pareja invisible se divierte) – Roy Seawright - Union Pacific (Unión Pacífico) – Farciot Edouart, Gordon Jennings y Loren L. Ryder - The Wizard of Oz (El mago de Oz) – A. Arnold Gillespie y Douglas Shearer |

### Óscar honorífico
- Douglas Fairbanks, primer presidente de la Academia.
- William Cameron Menzies, por el diseño de "Gone with the Wind".
- Technicolor Company, por su contribución al color.
- Jean Hersholt, Ralph Morgan, Ralph Block y Conrad Nagel, dirigentes del Motion Picture Relief Fund.

### Óscar juvenil
- Judy Garland, por su actuación en El mago de Oz.

## Premios y nominaciones múltiples
| Película                                 | Nominaciones | Premios |
| ---------------------------------------- | ------------ | ------- |
| Gone with the Wind                       | 13           | 8       |
| Stagecoach                               | 7            | 2       |
| The Wizard of Oz                         | 6            | 2       |
| Mr. Smith Goes to Washington             | 11           | 1       |
| Wuthering Heights                        | 8            | 1       |
| Goodbye, Mr. Chips                       | 7            | 1       |
| The Rains Came                           | 6            | 1       |
| When Tomorrow Comes                      | 1            | 1       |
| Love Affair                              | 6            | 0       |
| Of Mice and Men                          | 5            | 0       |
| The Private Lives of Elizabeth and Essex | 5            | 0       |
| Ninotchka                                | 4            | 0       |
| Amarga victoria                          | 3            | 0       |
| First Love                               | 3            | 0       |
| The Great Victor Herbert                 | 3            | 0       |
| Man of Conquest                          | 3            | 0       |
| Babes in Arms                            | 2            | 0       |
| Beau Geste                               | 2            | 0       |
| Drums Along the Mohawk                   | 2            | 0       |
| Gulliver's Travels                       | 2            | 0       |
| The Hunchback of Notre Dame              | 2            | 0       |
| Intermezzo                               | 2            | 0       |
| Juárez                                   | 2            | 0       |
| Only Angels Have Wings                   | 2            | 0       |